# Moggerhanger
Moggerhanger – wieś w Anglii, w hrabstwie ceremonialnym Bedfordshire, w dystrykcie (unitary authority) Central Bedfordshire. Leży 9 km na wschód od centrum miasta Bedford i 71 km na północ od centrum Londynu. Miejscowość liczy 636 mieszkańców.